# El bosque de Birnam
El bosque de Birnam es el segundo capítulo de la sexta temporada de la serie dramática El ala oeste de la Casa Blanca.

## Argumento
Continua la cumbre en Camp David. El presidente anima a tratar temas como el retorno de los refugiados palestinos, la seguridad en Gaza y la presencia del ejército de Israel en los territorios ocupados. Pero lo esencial se deja para el final: Jerusalén. Tras muchas reuniones, parece que el presidente palestino, Nizar Farad, está a favor de una soberanía compartida sobre la ciudad santa, algo a lo que se niega en redondo el primer ministro israelí, el conservador Eli Zahavy. El equipo de la Casa Blanca intenta que el Presidente se reúna a solas con ambos líderes para avanzar; tanto el ministro de Defensa israelí, Doran Mazar, como el primer ministro palestino, Saeb Mukarat, están torpedeando el acuerdo de sus superiores.
En el último momento, y cuando ambas delegaciones están a punto de marcharse, se produce una novedad: la ayudante de Seguridad Nacional Kate Harper propone volver al estatuto vigente hace casi medio siglo, propuesto por la ONU: Jerusalén será de jurisdicción judía, pero la parte árabe se considera zona diplomática palestina, y la entrada en ella debe ser autorizada por estos. Además, la seguridad quedará en manos de una fuerza de paz liderada por los Estados Unidos y respaldada por varios países de Europa.
Mientras, Leo se mantiene al margen, mientras se queda en la Casa Blanca para resolver algunos asuntos, como el ataque a los terroristas en Siria. A duras penas, C.J. mantiene a raya a la prensa. Los periodistas, y el resto de ciudadanía, se muestran impacientes porque no hay progresos en la cumbre. El líder republicano sigue criticando las negociaciones de paz, así como algunos miembros del partido demócrata. En el quinto día de la cumbre, y casi al final, Leo McGarry se reúne con el presidente Barlet y vuelve a expresarle su enérgica protesta por lo que considera un error: mandar tropas americanas a Oriente Próximo puede ser un fracaso similar al de la Sociedad de Naciones, que hundió la presidencia de Woodrow Wilson. 
Tras la bronca entre ambos, el presidente Barlet le exige un sustituto a su Jefe de Gabinete. Leo McGarry, viendo que su carrera política está a punto de finalizar, sufre un ataque al corazón en los bosques de Camp David. Nadie repara en su ausencia.

## Curiosidades
- El capítulo, como el resto que suceden en Camp David, fue rodado en el condado de Frederick (Maryland), al no existir en California ningún lugar similar al primero.[1]

- El presidente de la Autoridad Nacional Palestina está interpretado por el actor árabe israelí Makram Khoury, un actor nacido en Jerusalén que trabaja activamente por la paz en Oriente Medio junto a su amigo, el actor que interpreta al primer ministro de Israel, Eli Zahavy, interpretado por el actor alemán Armin Mueller-Stahl.[1]

- El aspecto enfermizo del actor John Spencer se debe a una dieta radical que le hizo perder varios kilos. Al igual que su alter ego, Leo McGarry, llevaba una vida estresante llena de excesos. El actor dejó de fumar poco antes del rodaje del episodio, y se encontraba con buena salud. Rodó el resto de la temporada, pero un año después fallecía precisamente de un ataque al corazón.[1]

## Premios
- Nominado a la mejor Serie Dramática en los Premios Emmy.[1]

## Enlaces
- Enlace al Imdb (enlace roto disponible en Internet Archive; véase el historial, la primera versión y la última).
- Guía del Episodio (en inglés)